# Brownstone (geologia)

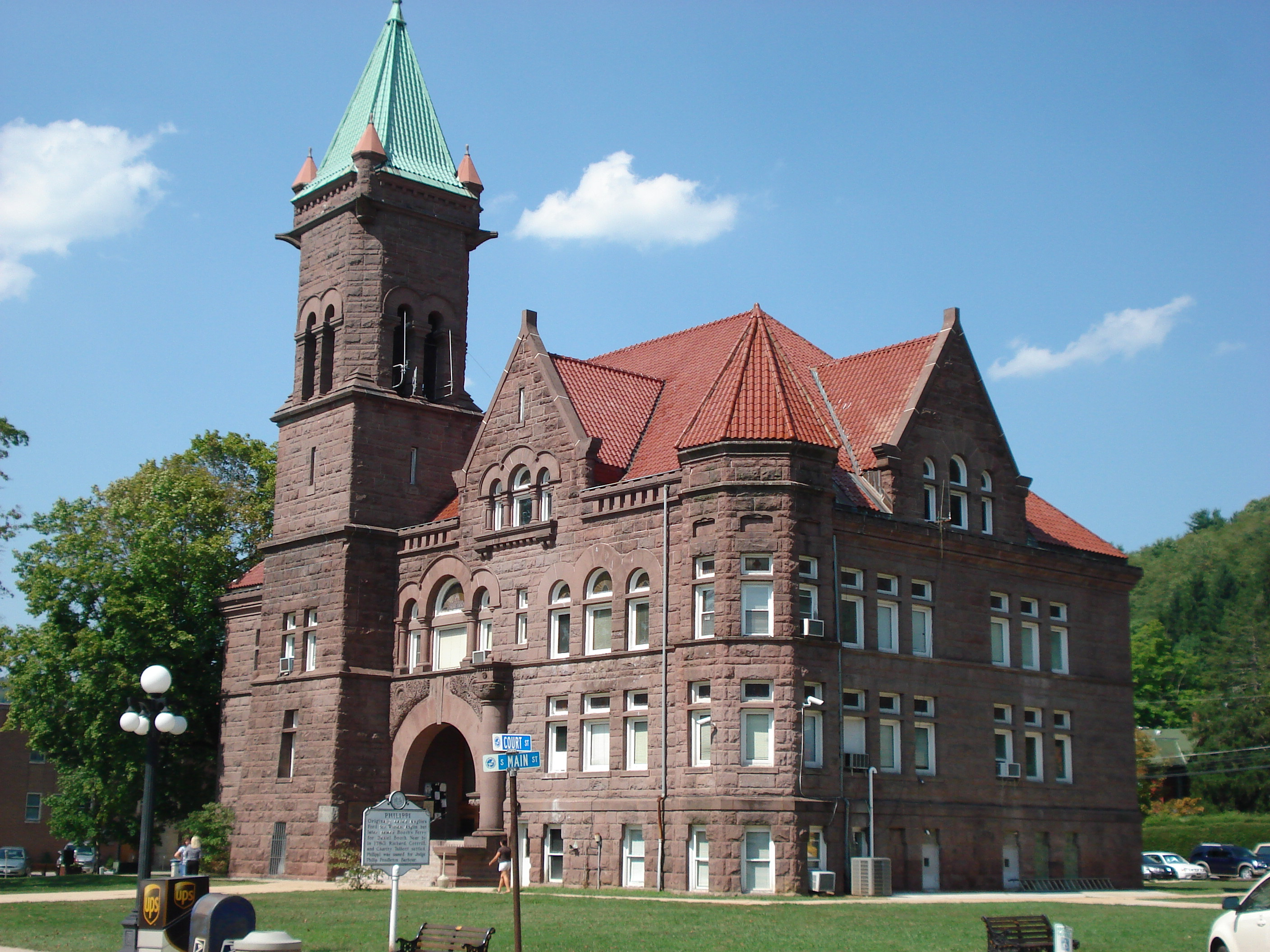
La Courthouse di Philippi (Virginia Occidentale), esempio di edificio in brownstone

Per brownstone si intende un tipo di arenaria color marrone usata fra l'Ottocento e il Novecento per costruire molti edifici negli Stati Uniti. Il termine viene anche usato negli USA per indicare le case a schiera create con suddetto materiale. L'epoca geologica da cui proviene il brownstone risale fra il Triassico e il Giurassico.